# Конвенция за определяне речната граница между България и Румъния
Конвенцията за определяне речната граница между България и Румъния е двустранен договор между Княжество България и Кралство Румъния от 1 януари 1908 г.
Подписана е в София от външния министър на България Димитър Станчов и генералния консул на Румъния в България Никола Мишу. Ратифицирана е на 6 май 1908 г. Според Министерството на външните работи на България и Института по право при Българска академия на науките Конвенцията е в сила до подписването на Ньойския договор от 1919 г., когато силата ѝ правно прекратява, тъй като Румъния не е уведомила официално, че желае Конвенцията да запази валидността си.
С конвенцията се определя държавната граница между двете страни от километър 845,650 до километър 374,100 по талвега на реката – линията на нейното течение, която е определена за всяко време от непрекъснатото следване на най-дълбоките сонди. В случая, където реката образува 2 или повече плавателни ръкава, този от техните отделни талвези, който съдържа в своето течение най-дълбоката минимална сонда, се счита като талвег на реката. В случай на различия, които не надминават 15 cm между минималните сонди, ръкавът, който в мястото на минималните сонди представлява най-голямото сечение вода под нивото на най-ниските води, се счита като този, който съдържа талвега на реката.
За румънски се считат водите наляво (по течението на реката) от границата, а за български – водите надясно от границата.
Извършена е демаркация на границата и разпределение на островите, след което са изготвени фигуративни карти на река Дунав, съдържащи речната граница между България и Румъния, определена през октомври 1908 г.
Промените в талвега на река Дунав се установяват от Смесена комисия, която се събира на всеки 10 години. Смесената комисия никога не се събира след подписването на конвенцията.